# Mestplooirokje
Het  mestplooirokje (Parasola schroeteri) is een paddenstoel uit de familie Psathyrellaceae. Het leeft saprotroof op oude mest, ook op de grond, vooral op grazige plaatsen.

## Kenmerken
Het heeft een kale, radiaal geplooide hoed en een aan de top schijfvormig verbrede steel. De hoed heeft een breedte tot 3 cm. De sporenprint is zwart. De sporen zijn bijna driehoekig in de vorm van maïskorrels met excentrische kiemporiën. De sporenmaat is 10-16 × 9-13 µm. Cheilocystidia zijn afwezig. Pleurocystidia zijn zeldzaam, groot (65 × 22 µm), langwerpig tot cilindrisch.

## Verspreiding
Het mestplooirokje komt met name voor in Europa. Het komt zeldzaam voor in Nederland. Het is niet bedreigd en staat niet op de rode lijst.